# Domingos de Morais
Domingos Correia de Morais (Tietê, 12 de maio de 1851 — São Paulo, 15 de dezembro de 1917) foi um engenheiro civil e político brasileiro.

## Vida
Filho de Joaquim Correia de Morais Abreu e Theresa de Almeida Campos, casou em 28 de dezembro de 1882 com Carolina de Sousa Queirós, filha de Vicente de Sousa Queirós, barão de Limeira. Domingos era sobrinho-neto de Joaquim José de Morais e Abreu, presidente da província de São Paulo em 1844.
Formou-se em 1877 na Universidade Cornell (Estados Unidos), recebendo o grau de bacharel em engenharia civil. Retornando ao Brasil, fez parte do corpo de engenheiros da então Companhia Cantareira de Esgotos, onde exerceu, com proficiência, os cargos de engenheiro auxiliar e de chefe de seção, isto desde o início de suas obras até a conclusão, em 1883. Após uma viagem aos Estados Unidos e Europa com sua esposa, foi eleito diretor e mais tarde presidente da Companhia de Bondes de São Paulo, servindo nesses cargos três anos. Depois, assumiu o cargo de diretor da Companhia Paulista de Vias Férreas e Fluviais.
Com a Proclamação da República, inicia sua carreira política, tendo sido um dos signatários da Constituição brasileira de 1891, vereador na Câmara Municipal de São Paulo, deputado estadual por dois mandatos e senador estadual.
Foi vice-presidente do estado de São Paulo em dois períodos juntamente com Rodrigues Alves (21 a 28 de outubro de 1901) e Bernardino de Campos (10 de janeiro a 31 de março de 1904). No governo de Rodrigues Alves, assumiu interinamente o governo de 13 de fevereiro a 3 de julho de 1902 devido a renúncia do presidente para se candidatar a presidência da República. Também assumiu por alguns meses em 1903, quando passou o governo de São Paulo para Bernardino de Campos.
Retirando-se da política, dedicou-se à agricultura no município de Batatais, no interior paulista. Faleceu em 15 de dezembro de 1917 em sua residência na Alameda Eduardo Prado, na capital paulista.
Em 1921 o posto telegráfico km 9,221 da Estrada de Ferro Sorocabana teve seu nome alterado para Estação Domingos de Moraes. Em 1897 um mapa de Gomes Cardim já mostrava o nome da Rua Domingos de Morais com o nome atual, em São Paulo, homenageando o político.